# Клеменс Москажевський
Клеменс з Москожева, Клеменс Москажевський (Москожевський, також Каменецький) гербу Пилява (пом. 22 листопада 1408, Москожев) — державний діяч Королівства Польського, підканцлер коронний (1387—1402), каштелян віслицький (1403—1408), староста віленський (1389—1390), добчицький (1390—?), сяноцький (1398—1400), краківський (1405—1406), охмістр двору королеви Анни (1408), володар маєтності Каменець i оджиконського замку.

## Життєпис
Розпочав кар'єру при дворі краківського воєводи Спитка з Мельштина, 1381 року очолив його канцелярію. 1387 року Клеменс Москажевський зайняв уряд підканцлера королівського у Вільні, супроводжував новообраного короля Владислава II Ягайла під час місіонерської подорожі, також брав участь у створенні Ягеллонського Університету та заснував три пребенди у Вавельскому соборі, за що, а також за військові заслуги, у нагороду отримав від короля замок в Оджиконі.
Того ж 1387 року, як підканцлер Королівства Польського, Москажевський брав участь у королівській процесії Владислава II Ягайла і Ядвіги. 1389 року вирушив з польським військом до Литви проти Вітовта, який у союзі з хрестоносцями намагався відділитися від Польщі. 1390 року, замість Анджея Гаштовта, отримав уряд старости краківського. Клеменс Москажевський успішно захистив Верхній Замок у Вільні від тевтонських лицарів-хрестоносців, незважаючи на те, що начальник Нижнього Замку Коригайло був убитий під час облоги. 1392 року перед Островською угодою підканцлер передав керівництво у Вільні Яськові з Олесниці, батькові знаменитого кардинала Збігнєва Олесницького.
За добру оборону Клеменс отримав від короля маєтності — згаданий Оджиконський замок, який він розбудував, навколишні села, a 1390 року староство добчицьке місто і замок, також 12 сіл і Рембелиці-Крулевські біля Велюня.
1394 року підканцлер коронний збудував мурований костел у Москожеві. Був він володарем Корчини. 1397 року придбав села біля Оджиконського замку: Войківку, Братківку, Високу; 1402 року придбав Коморники, Буковник i Волицю. Його маєтності складали 15 сіл, окрім Добчиць.
1401 року Клеменс був підписантом Віленсько-Радомської унії.
1402 року обійняв посаду каштеляна віслицького. Був свідком підписання Рацьонжського миру 1404 року. Наприкінці 1405 року на короткий час став старостою краківським. За декілька місяців перед смертю, 9 грудня 1407 року, придбав Міколовиці. З 1407 року родина Москожевських змінила прізвище на Каменецькі.
Клеменс Москажевський помер 1408 року, похований у костелі в Москожеві. Маєтки його одідичив єдиний син Марцін Каменецький.

## Родина
Батько Миколай (чи Клеменс) з Москожева згадується у 1381—1382 роках, 1387 року брав участь як лицар у королівській процесії Владислава II Ягайла і Ядвіги. Братами Клеменса були Генрик із Москожева та Сецех із Москожева.
Клеменс з Москожева став засновником родів Москожевських і Каменецьких гербу Пилява. Був одружений з Ельжбетою невідомого походження, їхній єдиний син, Марцін Каменецький (пом. 1439) — лицар і шляхтич, власник замків Каменецького та Добчицького. Серед онуків Клеменса були: каштелян сяноцький Генрик Андреас Каменецький (бл. 1430—1488) і староста добчицький Пйотр Каменецький (після 1410—1447).